# Ivane Dzsavahisvili
Ivane Dzsavahisvili (grúzul: ივანე ჯავახიშვილი; Tbiliszi, 1876. április 11. – Tbiliszi, 1940. november 18.) történelemprofesszor, a Tbiliszi Állami Egyetem társalapítója.

## Élete
Alekszandr Dzsavahisvili neveléstudós fiaként született, és 1895-ben érettségizett a tbiliszi I. Számú Klasszikus Gimnáziumban. 1899-ben diplomázott a Szentpétervári Állami Egyetem Keleti Nyelvtudományi Karán, majd kétéves mesterképzés következett. 1898-ban Königsbergben tanult meg németül.
1901 és 1902 között a Universität zu Berlin
Friedrich-Wilhelms-Universität (Berlini Humboldt Egyetem) vendégtudósa volt. Adolf von Harnacknál és Karl Krumbachernél tanult, és történelmi forrásokat fordított grúz nyelvről németre.
1902-ben Nyikolaj Jakovlevics Marrral tudományos expedíción vett részt a Sínai-hegyen, és ott régi grúz kéziratokkal foglalkozott. 1903 és 1917 között magánoktató volt a Szentpétervári Állami Egyetem Keleti Nyelvtudományi Karának örmény-grúz-iráni tanszékén. A félévi szünetben nyilvános előadásokat tartott az ókori grúz történelemről, filozófiáról és művészetről Tbilisziben.
A nevéhez fűződik a Tbiliszi Állami Egyetem megalapítása. Kidolgozta az alapítási tervet és pártfogókat toborzott. 1918. január 30-án tartotta az első előadást az újonnan alapított egyetemen („Az emberi személyiség és jelentősége az ókori grúz filozófiai irodalomban”). 1919 és 1926 között az egyetem rektora, 1918-tól 1938-ig a történelem kar dékánja. 1936 és 1940 között a Georgiai Állami Múzeum történelmi osztályát vezette. 1939-ben a Szovjetunió Tudományos Akadémiájának teljes jogú tagja lett.
Dzsavahisvili évtizedeken keresztül ellentétben állt a kommunista párttal. 1924-ben támogatta az augusztusi felkelést Georgiában. Ezért 1926-ban leváltották az egyetem rektori posztjáról, és több évre házi őrizetbe helyezték. 1936-ban megtagadta, hogy az SZKP tagja legyen. Diáktüntetéseket szerveztek ellene az egyetemi szolgálatból való eltávolítása érdekében. A párt csak későn békélt meg vele, és akkor beválasztották a Grúz Szovjet Szocialista Köztársaság parlamentjébe.
1940. november 18-án szívrohamban halt meg a Tbiliszi Egyetemen tartott előadás közben.

## Művei
170 tudományos kutatómunkát és körülbelül 20 monográfiát írt, köztük Grúzia négykötetes történetét, háromkötetes grúz jogtörténetet, kétkötetes grúz gazdaságtörténetet. De írt a grúz zenetörténetről, a kartvéli és a kaukázusi nyelvek kapcsolatáról, a grúz paleográfiáról, a grúz pénzverésről, a grúz oklevéltanról. Egy történettudományi forrásokkal és módszerekkel foglalkozó munka is a nevéhez fűződik.

## Elismerései, díjai
- A Munka Vörös Zászló Érdemrendje (1937)
- Szovjetunió Tudományos Akadémiájának tagja (1939)
- Sztálin-díj (posztumusz)[4]

## Emlékezete
- Halála után a Tbiliszi Állami Egyetem kertjében temették el.
- A Tbiliszi Állami Egyetem 1989-ben kapta a nevét.
- Az egyetem legmagasabb kitüntetése az Ivane Dzsavahisvili-medál.
- A Grúz Tudományos Akadémia legmagasabb kitüntetése pedig az Ivane Dzsavahisvili-díj.
- Portréja a grúz öt laris bankjegy előlapján látható.

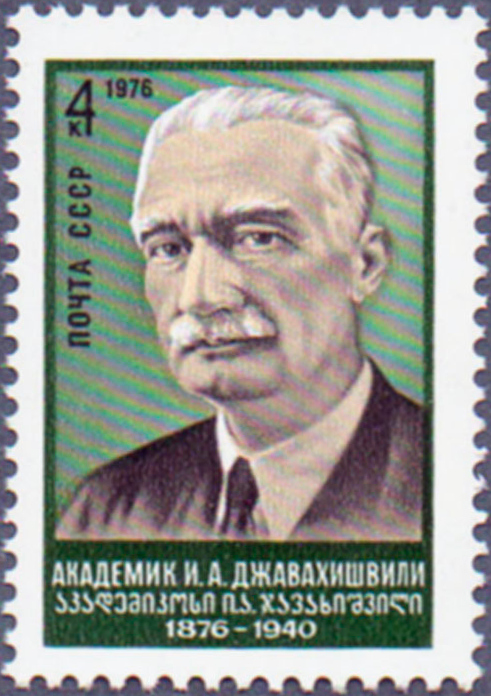
Portréja egy 1976-os szovjet bélyegen
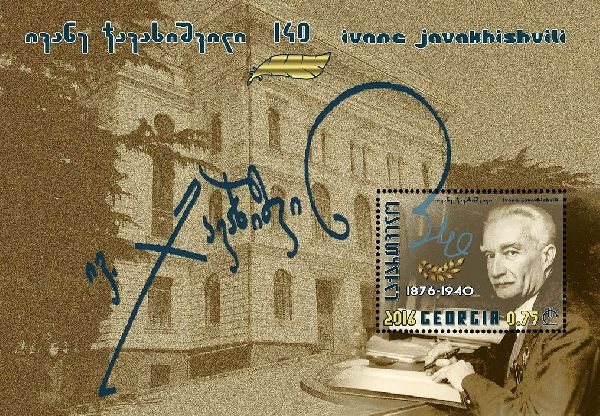
Dzsavahisvili egy 2016-os grúziai bélyegen
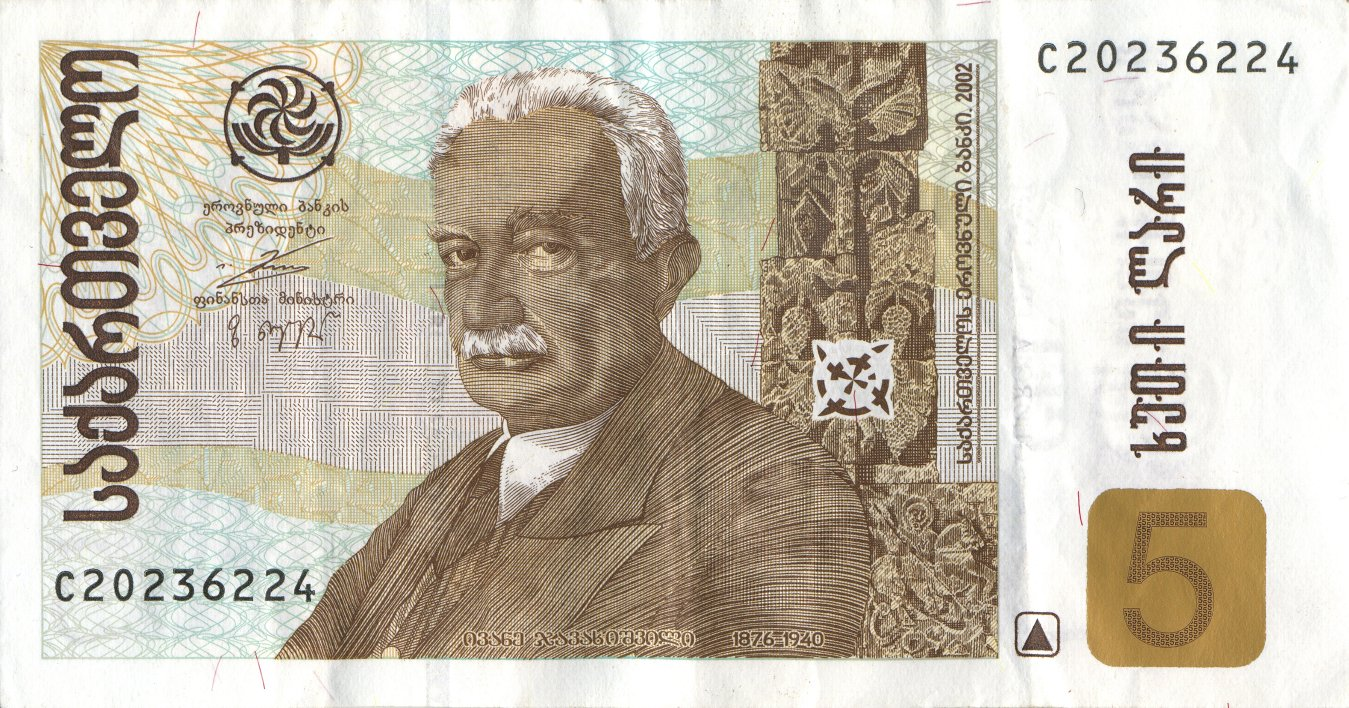
A grúz 5 laris bankjegyen (2002)
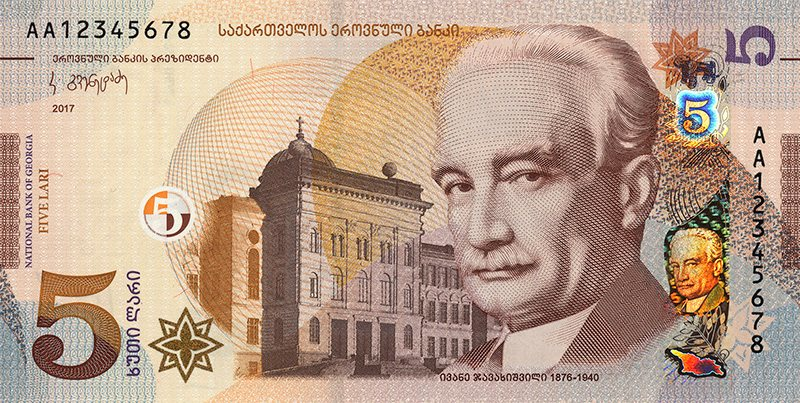
Arcképe az új kiadású 5 laris bankjegyen (2017)

## Fordítás
- Ez a szócikk részben vagy egészben  az   Iwane Dschawachischwili című német Wikipédia-szócikk ezen változatának fordításán alapul.  Az eredeti cikk szerkesztőit annak laptörténete sorolja fel. Ez a jelzés csupán a megfogalmazás eredetét és a szerzői jogokat jelzi, nem szolgál a cikkben szereplő információk forrásmegjelöléseként.